# Aleksandr Nikolaevič Skrjabin
Aleksandr Nikolaevič Skrjabin, traslitterato anche in Skriabin, Skryabin o Scriabine e noto anche come Alexander Scriabin (in russo: Александр Николаевич Скрябин, AFI: [ɐlʲɪˈksandr nʲɪkɐˈla(j)ɪvʲɪtɕ ˈskrʲæbʲɪn]; Mosca, 6 gennaio 1872 – Mosca, 27 aprile 1915), è stato un compositore e pianista russo.
La sua figura di compositore si colloca a cavallo fra tardo-romanticismo e sperimentazione novecentesca. Skrjabin, che venne presto influenzato dai lavori di Fryderyk Chopin, compose opere caratterizzate da un idioma fortemente tonale, poi associate a un "primo periodo" della sua produzione. Più tardi nella sua carriera, indipendentemente da Arnold Schönberg, Skrjabin sviluppò un sistema musicale sostanzialmente atonale, o perlomeno molto più dissonante, che si rifaceva al suo personale misticismo. Skrjabin, influenzato dalla sinestesia, associava i colori con i vari toni armonici della sua scala atonale, mentre il suo circolo delle quinte basato sui colori venne influenzato dalla teosofia.
Considerato da alcuni il più grande compositore simbolista russo, Skrjabin fu una delle figure più innovatrici e controverse tra i primi artisti moderni. La Grande enciclopedia sovietica disse di Skrjabin che "nessun compositore è stato più denigrato e più amato di lui". Lev Tolstoj descrisse la musica di Skrjabin come "una sincera espressione del genio". Skrjabin ebbe maggior impatto sulla musica mondiale gradualmente, ed influenzò compositori come Sergej Prokof'ev e Nikolaj Roslavec. Stravinskij, invece, non amava Skrjabin e la sua musica, così come il suo maestro Rimskij-Korsakov; ammise di esserne stato influenzato, ma in modo insignificante, solo negli Studi op.7.
L'importanza di Skrjabin nella scena musicale prima Russa e poi Sovietica, e internazionale, declinò drasticamente dopo la sua morte: secondo il suo biografo Bowers «Nessuno fu più famoso durante la sua vita, e pochi furono così rapidamente ignorati dopo la morte». Nondimeno, le sue idee estetico-musicali furono rivalutate, e le sue 10 sonate per pianoforte pubblicate, che presumibilmente fornirono il più consistente contributo al genere dai tempi delle Sonate di Beethoven, furono sempre più sostenute.
L'influenza di questo autore non fu limitata solo alla musica, ma toccò anche la danza e il teatro. Kandinskij riconobbe a Skrjabin il merito di avere influenzato tutta l'arte contemporanea russa. Ma le innovazioni di questo autore travalicarono i confini russi: l'interesse riguardo al rapporto tra suoni e colori si trova in molti autori di inizio '900 tra cui gli italiani Domenico Alaleona e Vito Frazzi; echi skrjabiniani sono presenti nelle opere degli inglesi Cyril Scott e Arthur Bliss e dell'americano Charles Ives (nella sua Universe Symphony). L'erede di Skrjabin è considerato il compositore russo Aleksandr Nemtin, che ha portato a termine il progetto di Skrjabin dell'Atto preparatorio, tra le opere più interessanti della fine del '900.
Secondo alcune fonti, era zio paterno del futuro politico sovietico Vjačeslav Michajlovič Molotov, il cui vero cognome era appunto Skrjabin; Simon Sebag Montefiore affermò tuttavia, nella sua biografia di Stalin, che tra i due non vi fosse nient'altro che un semplice caso d'omonimia.

## Biografia

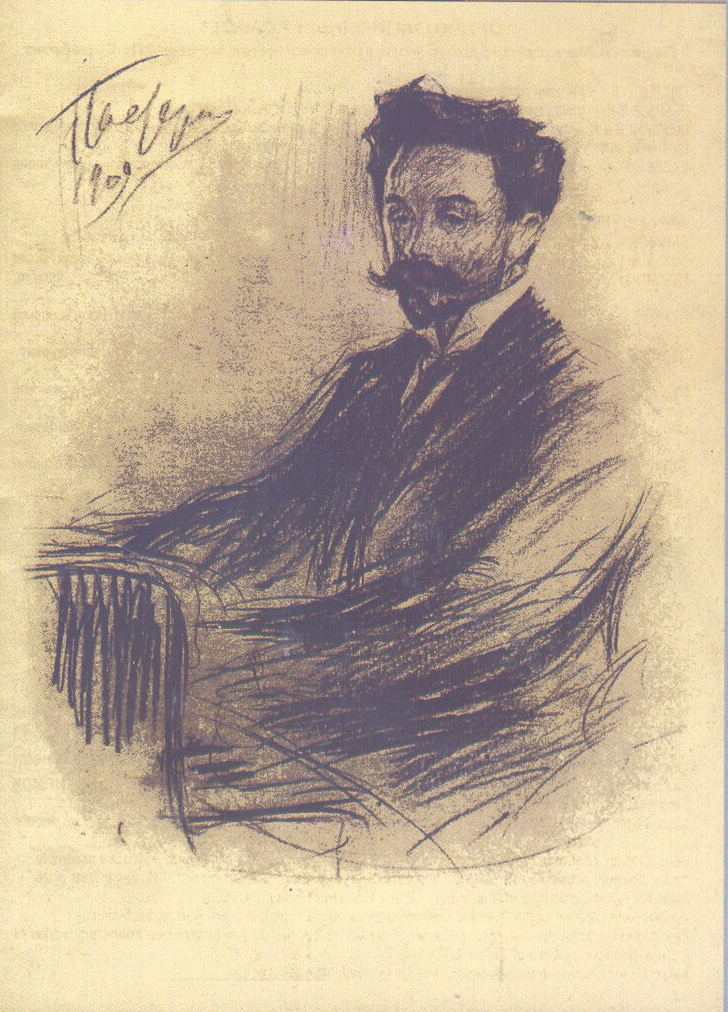
Aleksandr Skrjabin ritratto nel 1909 da Leonid Pasternak.

### Infanzia e giovinezza (1872-93)
Skrjabin nacque a Mosca da una famiglia aristocratica il giorno di Natale del 1871 secondo il calendario giuliano. Suo padre Nikolaj Aleksandrovič Skrjabin (1849-1915), studente presso l'Università di Mosca, apparteneva ad una modesta famiglia nobile fondata dal bisnonno di Skrjabin, Ivan Alekseevič Skrjabin, un soldato semplice originario di Tula che fece una brillante carriera militare e al quale fu concessa la nobiltà ereditaria nel 1819.
La nonna paterna di Skrjabin, Elizaveta Ivanovna Podčertkova, figlia di un capitano luogotenente Ivan Vasil'evič Podčertkov, proveniva da una ricca casata nobiliare del Governatorato di Novgorod. Sua madre Ljubov' Petrovna Skrjabina (nata Ščetinina) (1850-1873) fu una pianista concertista e precedentemente studentessa di Teodor Leszetycki. Apparteneva ad un'antica dinastia che risale a Rurik; il suo fondatore, Semën Fëdorovič Jaroslavskij conosciuto come Ščetina (dalla parola russa ščetina che significa barba corta), fu il pronipote di Vasilij, principe di Jaroslavl'. Lei morì di tubercolosi quando Aleksander aveva solo un anno.
Iniziò lo studio del pianoforte in tenera età, prendendo lezioni da Nikolaj Zverev, insegnante severo, che nello stesso periodo fu anche il maestro di Sergej Rachmaninov. La casa di Zverev ospitava musicisti contemporanei di rilievo come Čajkovskij, che spesso costituivano il pubblico delle esecuzioni delle proprie composizioni da parte dei giovani studenti. In seguito studiò composizione al Conservatorio di Mosca con Anton Arenskij, Sergej Taneev e Vasilij Il'ič Safonov.
Nonostante le mani piuttosto piccole, con un'estensione di un'ottava, divenne un pianista affermato. Sentendosi in questo senso da meno di Rachmaninov, che aveva mani eccezionalmente grandi, ed entrato in competizione con un altro studente aspirante virtuoso del Conservatorio, si danneggiò gravemente le articolazioni della mano destra in seguito ad un folle studio sulle 32 sonate di Beethoven (tutte contemporaneamente), la straordinariamente difficile Islamej di Balakirev e Réminiscences de Don Juan di Liszt.
Il suo medico decretò l'irreparabilità del danno e, in quell'occasione, Skrjabin scrisse uno dei suoi capolavori: la Sonata in fa minore, come un "grido contro Dio, contro il fato", e successivamente un gioiello come il Preludio e Notturno op. 9 per mano sinistra sola. Insofferente al comporre, come richiesto, numerosi pezzi in forme che non lo interessavano, fu respinto all'esame di composizione e non si diplomò. Ironia della sorte, uno dei pezzi che completò, una fuga in mi minore, divenne in seguito, per decenni, un brano di studio obbligatorio al Conservatorio.

### Il matrimonio e l'approdo al misticismo
Dopo il diploma, Skrjabin sposò una pianista, Vera Ivanovna Isakovič, ed ebbe numerosi figli, ma in seguito lasciò la moglie e la sua carriera di insegnante per una giovane studentessa, Tat'jana Fëdorovna Šlëcer, con la quale ebbe un figlio, Julian. Questi fu un bambino prodigio, che compose alcuni brani di fattura raffinata prima di morire annegato in un incidente in barca, all'età di undici anni.

La tastiera di Scriabin, descritta dall'autore stesso

Skrjabin, che era stato in precedenza influenzato dalle teorie superomistiche di Nietzsche, si interessò in seguito anche di teosofia ed entrambe queste teorie influenzarono la sua musica. Il compositore e teosofo Dane Rudhyar scrisse che Skrjabin era «quel grande pioniere della nuova musica di una rinata civilizzazione Occidentale, il padre di ogni futuro musicista», nonché «l'antidoto ai reazionari Latini, al loro apostolo Stravinskij» e al gruppo dei devoti della musica di Schoenberg.
Skrjabin fu per molti anni membro della Società teosofica e verso la fine della sua vita si avvicinò sempre di più al misticismo. Egli sosteneva, infatti, che un giorno il calore avrebbe distrutto la Terra: una teoria sulla quale si basa Vers la flamme (appunto "verso la fiamma"), op. 72, composizione nella quale un calore sempre più spaventoso distrugge ogni sorta di riferimento armonico e tonale.
Una teoria sostenuta da questo stesso autore poneva in stretta relazione i colori alle note musicali: lui stesso suonava addirittura su una tastiera per luci con i tasti opportunamente colorati di tinte diverse, intrecciando melodie al di fuori del senso comune, lasciandosi trascinare da questo o quel colore e non dalla nota in sé. In base a questa sua teoria avrebbe voluto che l'esecuzione del poema sinfonico Prometeo fosse accompagnata da fasci di luce colorata, prodotta dal clavier à lumières.

### La morte
Morì a Mosca di setticemia, non si sa se a seguito di un taglio procuratosi facendosi la barba poi infettatosi. Poco tempo prima di morire aveva progettato un'opera multimediale che avrebbe dovuto essere eseguita sull'Himalaya, sul tema dell'armageddon, "una grandiosa sintesi religiosa di tutte le arti intesa a proclamare la nascita di un nuovo mondo" e fondere tutte le seduzioni dei sensi (suoni, danze, luci e profumi) e avrebbe dovuto essere "celebrata" in un tempio emisferico.
La composizione, "Mysterium", non fu mai portata a termine. Il teologo Pavel Nikolaevič Evdokimov sosteneva che il compositore, annunciando in quell'opera un cataclisma universale come portatore di un'elevazione spirituale dell'intera umanità, si consacrasse alla ricerca di suoni capaci di uccidere e di resuscitare, accomunandolo così ad alcuni peculiari aspetti dell'opera di Pavel Aleksandrovič Florenskij.

### L'eredità
Tra i pianisti che hanno prodotto eccellenti esecuzioni di Skrjabin, vi sono Vladimir Sofronickij, Vladimir Horowitz, Svjatoslav Richter, Vladimir Aškenazi, Grigorij Sokolov, Michail Voskresenskij, Roberto Szidon, Andrei Gavrilov e Anatol Ugorski.
Horowitz, ancora ragazzo, eseguì le opere di Skrjabin a casa del compositore e questi ne fu entusiasta, ma asserì che egli necessitava ancora di ulteriore pratica.
Horowitz affermò, in tarda età, che Skrjabin era palesemente un folle, pieno di tic e incapace di stare fermo a sedere. Nonostante ciò, e ad esempio il fatto che Skrjabin fosse un ipocondriaco, il compositore catturò l'attenzione del mondo musicale russo.
Skrjabin viene anche ricordato da Gabriele D'Annunzio nel suo Notturno, nel quale gli viene dedicata anche una poesia: Scriàbine danza. Lo stesso Skrjabin scrisse anche poesie, legate generalmente alla sua opera compositiva, ma esse non furono mai riconosciute come interessanti di per sé.

## Lo stile
La maggior parte delle opere di Skrjabin è stata scritta per pianoforte. Le prime composizioni risentono dell'influenza di Chopin e sono scritte in forme che Chopin stesso utilizzava, come lo studio, il preludio e la mazurka. La musica di Skrjabin si evolve gradualmente lungo tutta la sua esistenza, anche se, relativamente ad altri compositori, è stata rapida e breve. Al di là della prima fase compositiva, le sue opere sono fortemente originali ed impiegano armonie e tessiture molto inusuali.
L'evoluzione dello stile di Skrjabin può essere seguita attraverso le sue dieci sonate: le prime sono scritte in uno stile tipicamente tardo-romantico e mostrano le influenze di Chopin, come già detto, e di Liszt; mentre le più tarde testimoniano la ricerca di un nuovo linguaggio, tanto che le ultime cinque non portano alcuna indicazione di tonalità. Molti passaggi di queste possono essere definiti atonali, anche se, nel periodo tra 1903 e 1908, "l'unità tonale viene sostituita quasi impercettibilmente dall'unità armonica" (Samson, 1977).

## Opere principali

### Per pianoforte
- 10 Sonate per pianoforte
  - Sonata per pianoforte n. 1 op. 6 in Fa minore (1892)
  - Sonata per pianoforte n. 2 op. 19 in Sol diesis minore (1892-1897)
  - Sonata per pianoforte n. 3 op. 23 in Fa diesis minore (1897-1898)
  - Sonata per pianoforte n. 4 op. 30 in Fa diesis maggiore (1903)
  - Sonata per pianoforte n. 5 op. 53 in Fa diesis maggiore (1907)
  - Sonata per pianoforte n. 6 op. 62 (1911)
  - Sonata per pianoforte n. 7 op. 64, "La Messa bianca" (1911)
  - Sonata per pianoforte n. 8 op. 66 (1912-1913)
  - Sonata per pianoforte n. 9 op. 68, "La Messa nera" (1912-1913)
  - Sonata per pianoforte n. 10 op. 70 "Insetti" (1913)
- Preludio op. 2 n. 2, 1889

- 12 Studi op. 8, 1894
- 8 Studi op. 42, 1903

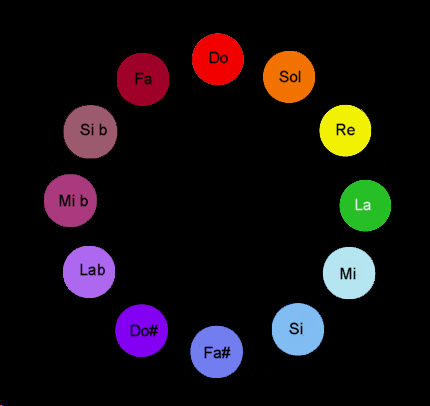
Le tonalità distribuite in un circolo delle quinte in cui ad ogni tonalità corrisponde un colore, secondo la teoria di Skrjabin.

- Preludio e Notturno op. 9 (per la mano sinistra), 1894
- 24 Preludi op. 11, 1888-96
- 2 Improvvisi op. 12
- 6 Preludi op. 13, 1895
- 2 improvvisi op. 14
- 5 Preludi op. 15, 1895-6
- 5 Preludi op. 16, 1894-5
- 7 Preludi op. 17, 1895-6
- 4 Preludi op. 22, 1897
- 2 Preludi op. 27
- Fantasia in Si minore op. 28, 1900
- 4 Preludi op. 31
- 2 poemi op. 32
- 4 Preludi op. 33
- 3 Preludi op. 35
- 4 Preludi op. 37
- 4 Preludi op. 39
- Preludio op. 45 n. 3
- 4 Preludi op. 48
- Preludio op. 49 n. 2
- Preludio op. 51 n. 2
- Preludio op. 56 n. 1
- Preludio op. 59 n. 2
- 2 Preludi op. 67
- Vers la flamme op. 72
- 5 Preludi op. 74
- Lied "Romance"
- Sonata per pianoforte op. postuma in Mi bemolle minore

### Per orchestra
- Concerto per pianoforte e orchestra in Fa diesis minore op. 20 (1896)
- Sinfonia n. 1 op. 26 in Mi Maggiore (1900)
- Sinfonia n. 2 op. 29 in Do minore (1903)
- Sinfonia n. 3 op. 43, "Il Poema divino" (1905)
- Sinfonia n. 4 op. 54, "Il Poema dell'estasi" (1908)
- Sinfonia n. 5 op. 60, "Prométhée, Le Poème du Feu" (1910)

## Esecuzioni integrali
In occasione del 150º anniversario dalla nascita del compositore è stato pubblicato, in prima registrazione assoluta, un triplo cd contenente l’integrale delle Sinfonie trascritte da Leonid Sebaneev, Leon Conus, Alexander Winkler e Vasily Kalafati per pianoforte a 4 mani e a 2 pianoforti per l’etichetta Da Vinci Classics.